# 朝鲜电话号码
朝鲜电话号码的国际电话区号是+850，朝鲜国内的电话号码由朝鲜民主主义人民共和国递信省管理。

## 固定电话
本章节的内容于2011年登记于国际电信联盟电信标准化部门（ITU-T）。
| 区号  | 电话号码位数 | 市       | 道       |
| ----- | ------------ | -------- | -------- |
| 2-11  | 未知         | 平壤市   | 平壤市   |
| 2-12  | 未知         | 平壤市   | 平壤市   |
| 2-18  | 3位          | 平壤市   | 平壤市   |
| 2-381 | 4位          | 平壤市   | 平壤市   |
| 2-771 | 4位          | 平壤市   | 平壤市   |
| 2-772 | 4位          | 平壤市   | 平壤市   |
| 2-880 | 13位         | 平壤市   | 平壤市   |
| 2-881 | 13位         | 平壤市   | 平壤市   |
| 2-882 | 13位         | 平壤市   | 平壤市   |
| 2-883 | 13位         | 平壤市   | 平壤市   |
| 2-885 | 13位         | 平壤市   | 平壤市   |
| 195   | 7位          | 平壤市   | 平壤市   |
| 31    | 6位          | 平城市   | 平安南道 |
| 39    | 6位          | 南浦市   | 南浦市   |
| 41    | 6位          | 沙里院市 | 黄海北道 |
| 43    | 未知         | 松林市   | 黄海北道 |
| 45    | 6位          | 海州市   | 黄海南道 |
| 49    | 6位          | 开城市   | 黄海北道 |
| 53    | 6位          | 咸兴市   | 咸镜南道 |
| 57    | 6位          | 元山市   | 江原道   |
| 61    | 6位          | 新义州市 | 平安北道 |
| 67    | 6位          | 江界市   | 慈江道   |
| 73    | 6位          | 清津市   | 咸镜北道 |
| 79    | 6位          | 惠山市   | 两江道   |
| 82    | 未知         | 罗津区域 | 罗先市   |
| 85 29 | 4位          | 罗先市   | 罗先市   |
| 86    | 未知         | 先锋区域 | 罗先市   |

## 移动电话
- 0191 - 高丽电信WCDMA网络
- 0192 - 高丽电信WCDMA网络
- 0193 - SunNet GSM900网络（2004年停用）
- 0195 - KangsongNET GSM900网络

## 号码长度
| 地点             | 区号        | 用户号码位数 | NSN长度 |
| ---------------- | ----------- | ------------ | ------- |
| 平壤             | 2位（02）   | 7位          | 8位     |
| 罗津先锋经济特区 | 3位（085）  | 6位          | 8位     |
| 移动电话         | 4位（019X） | 7位          | 10位    |

对于朝鲜其他地区的电话号码外部知之甚少，因为从朝鲜国外无法呼叫平壤和罗先以外的区域，也因此这些区域的号码从未被在国外被公开过。

## 国际呼叫
从朝鲜国外拨入朝鲜的电话通常由号码为+850-2-18111的总机服务处理，少量的号码（通常是传真）可以不经过总机直接拨打。
平壤境内具有国际长途电话权限的电话号码都以381开头（例如+850-2-381-XXXX），然而这些号码不能用于接打朝鲜国内电话（但可以拨打平壤境内其它381开头的电话），故驻平壤的国际组织或外交代表机构等有国际联络需求的组织通常有381开头和382开头的两组号码分别用于接打国际长途电话和朝鲜国内电话，例如英国驻朝鲜大使馆有+850-2-381-7980用于拨打国际长途，02-382-7980用于拨打朝鲜国内电话。
许多朝鲜人会从中国走私手机并在有中国运营商信号的中朝边境处使用，朝鲜政府会通过部署监控和阻塞装置来阻止使用非法手机。
由于罗津先锋经济特区内有许多来自中国和俄罗斯等国的外资企业，因此这里的很多的电话可以从朝鲜国外直接拨打。
朝鲜和韩国之间不能互拨电话，开城工业地区除外。